# Пешиноне (Ливорно)
Пешиноне је насеље у Италији у округу Ливорно, региону Тоскана.
Према процени из 2011. у насељу је живело 17 становника. Насеље се налази на надморској висини од 10 м.